# Ťiang Šu-šeng
Ťiang Šu-šeng (čínsky pchin-jinem Jiǎng Shùshēng, znaky zjednodušené 蒋树声; * duben 1940) je čínský fyzik a bývalý politik, místopředseda stálého výboru Všečínského shromáždění lidových zástupců (2008–2013) a předseda Čínské demokratické ligy (2005–2012), jedné z menších politických stran Čínské lidové republiky. Vzděláním fyzik, přednášel a bádal na Nankingské univerzitě, pět let strávil na stážích na univerzitách ve Velké Británii, Austrálii a Itálii. V letech 1996–2006 působil ve vedení univerzity jako její viceprezident a prezident.

## Život
Ťiang Šu-šeng se narodil v dubnu 1940 ve Wu-si na jihu provincie Ťiang-su. V letech 1958–1963 studoval fyziku na Nankingské univerzitě. Po studiu zůstal na univerzitě jako odborný asistent, přednášející, později i docent a profesor, jeho oborem byla fyzika kovů. Současně působil jako hostující vědecký pracovník na Bristolské univerzitě (1979–1982) a Durhamské univerzitě (1991–1992) ve Velké Británii a Sydneyské univerzitě (1993) v Austrálii. V letech 1993–1996 vedl fyzikální fakultu Nankingské univerzity, současně působil na Institutu MASPEC Italské akademie věd (1995–1996). Poté vykonával funkci viceprezidenta (1996–2003) a prezidenta (2003–2006) Nankingské univerzity. Roku 1998 byl zvolen členem stálého výboru [Všečínského shromáždění lidových zástupců (parlamentu, znovuzvolen 2003 a 2008).
Roku 2003 vstoupil do Čínské demokratické ligy, jedné z menších politických stran Čínské lidové republiky. Téhož roku byl zvolen místopředsedou jejího ústředního výboru a v prosinci 2005 povýšil na předsedu ústředního výboru Čínské demokratické ligy (znovuzvolen po sjezdu roku 2007). V březnu 2008 byl zvolen i místopředsedou stálého výboru Všečínského shromáždění lidových zástupců.
V prosinci 2012 odevzal předsednictví ústředního výboru Čínské demokratické ligy Čang Pao-wenovi a v březnu následujícího roku odešel do penze, když Čang Pao-wen převzal i jeho místopředsednické křeslo ve Všečínském shromáždění lidových zástupců.